# 戦略兵器制限交渉

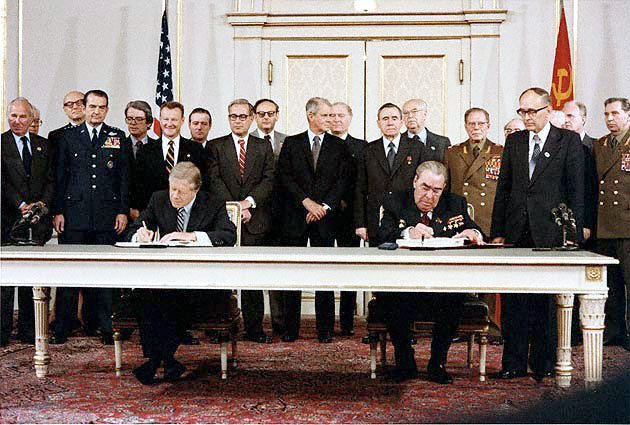
SALT-IIの条約にサインするカーター大統領とブレジネフ書記長

戦略兵器制限交渉（せんりゃくへいきせいげんこうしょう、英: Strategic Arms Limitation Talks、略称: SALT）とは、第二次世界大戦以降の東西冷戦のもとでソビエト連邦とアメリカ合衆国が軍備拡張競争抑制のために行った、互いの核兵器の数を制限する条約締結を目指した交渉のことを指す。

## 概要
2つのラウンドに分かれる。1969年から話し合われ、1972年の条約締結に至った第1ラウンドが第一次戦略兵器制限交渉(SALT I)と呼ばれる。
以降、1979年の条約に至る第2ラウンドは第二次戦略兵器制限交渉(SALT II)と呼ばれる。
SALTにおける交渉は1982年以降、戦略兵器削減交渉(STrategic Arms Reduction Talks, START)として継続された。